# Truchseß von Wilburgstetten

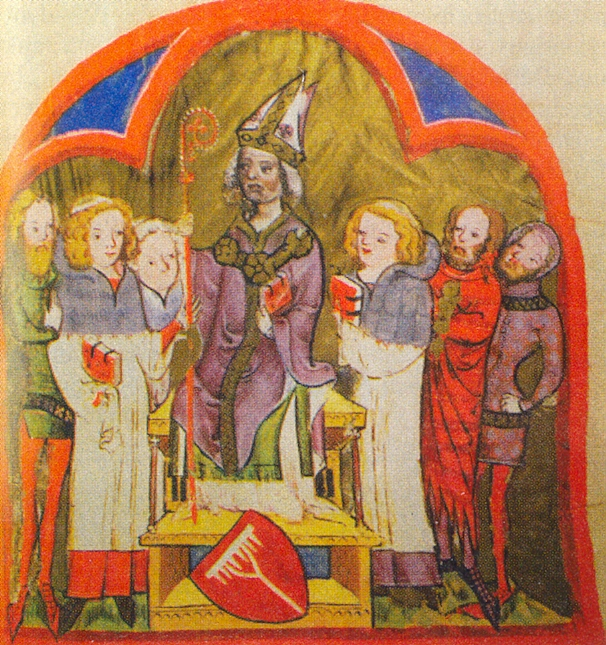
Bischof Raban Truchseß von Wilburgstetten im Pontifikale Gundekarianum

Die Familie der Truchseß von Wilburgstetten, Truchseß von Rechenberg bzw. Truchseß von Limburg war ein fränkisches Adelsgeschlecht.

## Geschichte
Die Familie Truchsess von Rechenberg nannte sich nach der Burg Rechenberg bei Stimpfach und war Ministerialengeschlecht im Dienste der Grafen von Oettingen und bekleidete über Generationen das Hofamt des Truchsess (siehe auch Truchseß (Adelstitel)). Prominenter Vertreter der Familie war der Eichstätter Bischof Raban Truchseß von Wilburgstetten († 1383).
In Quellen erscheint nach Siglinde Buchner der Familienstamm mit unterschiedlichen Namen: Truchseß von Rechenberg (1238–1269), Truchseß von Sinbronn (1262–1270) und Truchseß von Limburg (1273–1406). Aus den Truchseß von Limburg bildeten sich die Linie der Truchseß von Warberg (1331–1360), dann Truchseß von Wald (1360–1363) und die Linie der Truchseß von Wilburgstetten (1311–1405).
Jakob Truchsess von Wilburgstetten († 1405), verheiratet mit Anna, geb. von Hornstein, vermachte 1398 vor dem Landgericht Nürnberg, da er keine Nachkommen hatte, seine Burgen Rechenberg (bei Stimpfach) und Limburg und seinen Anteil an Wilburgstetten seinem Schwager Erkinger von Rechenberg, verheiratet mit Elsbeth, geb. von Hornstein. Im Testament nannte Jakob seinen Schwager mit der familiären Anrede „Vetter“. Erkinger von Rechenberg, gesessen zu Rechenberg am Hahnenkamm, verkaufte diese Güter an Burggraf Friedrich von Nürnberg weiter.

## Wappen
Das redende Wappen zeigt einen Rechen auf rotem Grund. Die Helmzier zeigt einen Hahn. Eine Stammesverwandtschaft zu der Familie von Rechenberg liegt durch das gleiche Wappenmotiv nahe, ist aber nach Siglinde Buchner genealogisch nicht nachweisbar, es bestünden auch keine Zusammenhänge bei den Besitzungen.

Wappen
Wappen von Wilburgstetten
Wappen der Truchsess von Wilburgstetten